# Praesumptio iuris et de iure
Praesumptio iuris et de iure è una locuzione latina che indica la presunzione giuridica che non ammette una prova contraria, mentre la praesumptio iuris tantum stabilisce una inversione dell'onere della prova, ma è vincibile qualora la stessa sia stata fornita.
La Corte costituzionale della Repubblica Italiana tende il più possibile ad evitare il riconoscimento delle presunzioni assolute, perché pur derivando spesso dall id quod plerumque accidit, nei casi estremi appaiono illogiche. Molto spesso tali presunzioni erano contenute in norme fiscali, dichiarate incostituzionali dalla Corte.
Anche in diritto canonico, secondo l'insegnamento romanistico, valgono gli stessi principi.